# Єфремята
Єфремя́та (рос. Ефремята) — присілок у складі Афанасьєвського району Кіровської області, Росія. Входить до складу Гордінського сільського поселення.
Населення становить 112 осіб (2010, 120 у 2002).
Національний склад станом на 2002 рік — росіяни 99 %.